# Département de Humahuaca
Le département de Humahuaca est une des 16 subdivisions de la province de Jujuy, en Argentine. Son chef-lieu est la ville de Humahuaca.
Le département a une superficie de 3 792 km2. Sa population était de 16 765 habitants, selon le recensement de 2001 (source : INDEC).

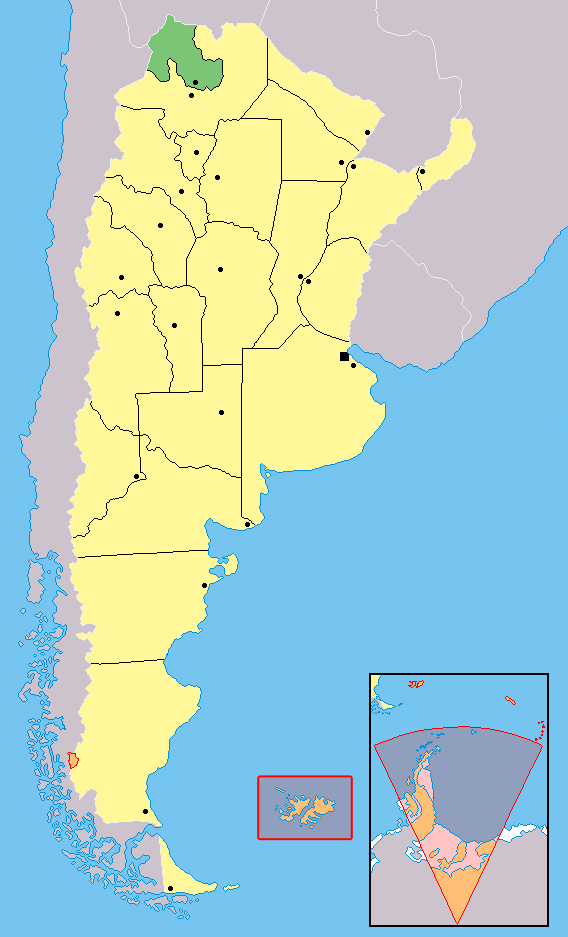
Localisation de la province de Jujuy en Argentine.